# Panchimalco
Das Municipio de Panchimalco liegt im Departamentos San Salvador im Zentrum des mittelamerikanischen Staates El Salvador. Das Verwaltungszentrum des Municipios ist Ciudad de Panchimalco.

## Geschichte
Panchimalco bedeutet auf Nahua Panti= Fahne; Chimali= Schild; co= Partikel für Ort.
Die vorkolumbianische Bevölkerung waren Tolteken. 1548 wurde der Ort zum ersten Mal in lateinischer Schrift erwähnt. Während der spanischen Konquista wurde der Ort wegen seiner strategisch leicht zu verteidigenden konkaven Form El Fuerte (die Festung) genannt.
Der Tempel von Panchimalco wurde mit Erde überdeckt. 1730 wurde die Iglesia de la Santa Cruz de Roma auf ihm errichtet, ihre gekalkte Barockfassade ist 40 Meter breit, und 18 Meter hoch. Das Altarretabel wurde im Stil des französischen Barocks geschaffen. Das Dach wird durch 18 Säulen aus Balsamholz gestützt. Am 27. Februar 1975 wurde das Bauwerk durch das Parlament zum Monumento Nacional Historico aufgewertet.
In Schriftstücken von 1689 und 1740 firmiert der Ort unter der Bezeichnung Santa Cruz de Panchimalco. 1770 gehörte die Region zur Pflegschaft San Jacinto.
1776 wurden die Verwaltungsbezirke von Neuspanien entsprechend der Reform von Carlos III neu aufgeteilt. Die Region gehörte nun zum Partido de San Salvador
Von 1824 bis 1836 gehörte sie zum Departamento de San Salvador.
San Salvador war zeitweise Regierungssitz der Zentralamerikanischen Konföderation, weshalb auch Panchimalco von 1824 bis 1836 zum Distrito Federal Centroamericano gehörte. Das Konglomerat des Distrito Federal Centroamericano wurde später auf die tradierteren, mächtigeren Districtos aufgeteilt.
Panchimalco kam 1865 zum Distrito de Santo Tomás.
Am 7. Februar 1879 wurde das Zentrum von Panchimalco zur Villa aufgewertet.
1954 wurde in Panchimalco der Film „El Pirata Negro“  gedreht, in welchem die Einwohner als Statisten fungierten.
An der touristisch attraktiven La Puerta del Diablo, im Cantón Planes de Renderos wurde die tote Morena Celarié (1922–1969) aufgefunden.
Am 24. Mai 1982 wurden mehr als 150 Leichen von Opfern von Todesschwadronen bei der Puerta del Diabolo abgeladen.
Am 31. Januar 1988 um 11:00 h wurden José Javier Santamaria Medina (16), Jose Luis Cornejo (27) und Angel de Jesus Santamaria Raymundo (27) in der Nähe ihrer Wohnungen, in San Jose Guayabal in Cuscatlan von einer Gruppe von Männern, welche teilweise zivil, teilweise in Armeeuniform der FAES gekleidet waren, verschleppt.
Am 1. Februar 1988 wurden ihre Leichen an der Puerta del Diabolo gefunden.

## Municipio Panchimalco
Die Verwaltungseinheit Municipio Panchimalco ist in 14 Cantones und 65 Caserios gegliedert.
Seine wesentlichen Wasserläufe heißen: El Muerto oder Cuitapán, Tihuapa und Huiza.
Seine topografischen Erhebungen heißen: Cerro Chulo, Cerro El Candelero, Cerro Guayuma oder Cerro Chanchate.
Es hat ein frisches Klima. Als jährlicher Niederschlag wurden Mengen zwischen 1.250 und 1.750 mm registriert.
Die Vegetation besteht aus subtropischem und tropischem Feuchtwald, in welchem die Spezien Ceiba, Maquilishuat (Tabebuia rosea), Conacaste, Pinus, Laurel, Zypressen, Zedern, Kaffee, Amate und Obstbäume anzutreffen sind.

## Wirtschaft
Es werden Grundnahrungskorn, Gemüse und Früchte angebaut. Es wird Viehhaltung: Hausrind, Reitpferd, Hausschwein, Geflügel betrieben. Es gibt Ziegelbrennereien für Mauerwerks und Dachziegel, Metallbaubetriebe, Kunsthandwerksbetriebe, Apotheken, Pupuserias.

## Sehenswürdigkeiten
- Parque Balboa
- Parque de la Familia
- La Puerta del Diablo

## Fiestas
Das Patronatsfest wird am 13. und 14. September gefeiert.
Am ersten Sonntag im Mai wird die Procesión de las Palmas gefeiert.
Es ist eine Marienprozession, welche von der Cofradía de las Flores y las Palmas ausgerichtet wird. Es werden traditionelle Tänze aufgeführt. Bei einer Palmenprozession starten die Teilnehmer von drei Punkten mit Blumen geschmückte Palmzweige.